# Cariru
Cariru é um bairro do município brasileiro de Ipatinga, no interior do estado de Minas Gerais. Localiza-se no distrito-sede, estando situado na Regional I. Segundo o censo demográfico de 2022, realizado pelo Instituto Brasileiro de Geografia e Estatística (IBGE), sua população era de 3 813 habitantes e havia 1 448 domicílios particulares permanentes ocupados. Possui área de 1,2 km² conforme a prefeitura.
De acordo com o IBGE, em 2010 a população era de 4 756 habitantes e havia 1 491 domicílios particulares.

## História

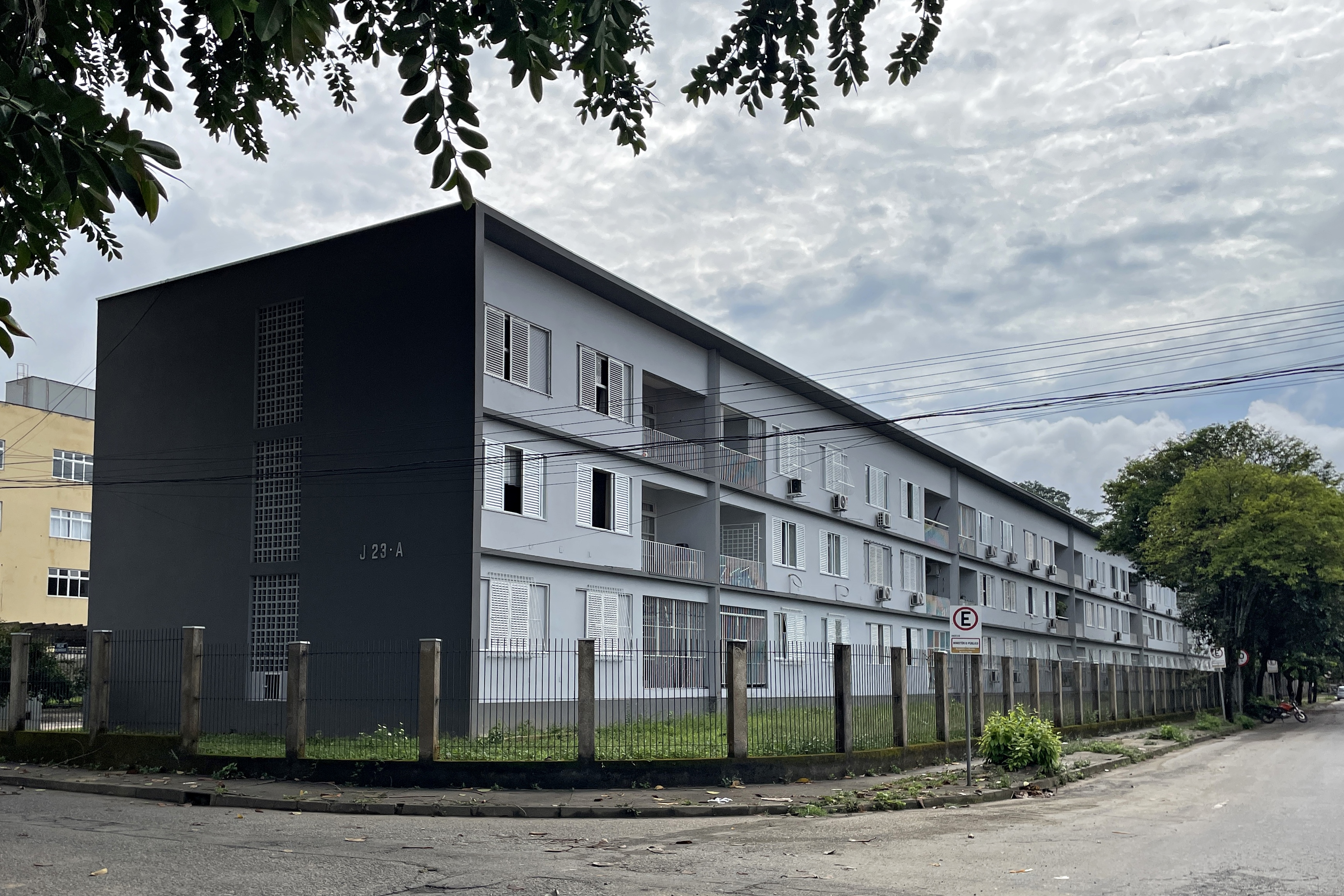
Exemplo de prédio residencial construído no Cariru como parte da Vila Operária da Usiminas, fotografado da Avenida Japão em 2025.

A região do atual bairro era conhecida originalmente como Pedra Mole, próxima de onde foi construída a Estação Pedra Mole, da Estrada de Ferro Vitória a Minas (EFVM), por volta de 1922. A estação, situada no encontro dos rios Piracicaba e Doce, foi desativada na década de 1930 e assim permaneceu até dezembro de 2019, quando as ruínas que restaram da edificação original foram abertas à visitação.
O núcleo urbano do bairro, por sua vez, foi construído como parte do primeiro plano urbanístico da atual cidade, então chamada de Vila Operária, projetado pelo arquiteto Raphael Hardy Filho e destinado aos trabalhadores da Usiminas. A primeira fase da construção do conjunto ocorreu entre 1953 e 1962, mas passou por ampliações de 1963 a 1967 e de 1974 a 1980. Foi um dos primeiros bairros planejados a serem ocupados, sendo destinado aos técnicos. Também recebeu considerável quantidade de imigrantes japoneses. O nome recebido se deve à planta caruru, que era muito encontrada no local e chamada de "cariru".
Foi implantado em uma área plana na margem do rio Piracicaba, com quadras retas e ortogonais, de tamanhos variados, e diversas praças. As casas entregues tinham afastamentos lateral e frontal e cobertura de duas águas. As fachadas originais, sob influência modernista, apresentavam cobogós e poucos ornamentos. Além das casas, o bairro recebeu blocos de apartamentos de três pavimentos, que foram implantados em grandes quadras e destinados aos operários especializados.
O conjunto incluiu ainda um Centro Comercial, um supermercado da Cooperativa de Consumo dos Empregados da Usiminas (Consul), um clube esportivo e o Colégio São Francisco Xavier. Na mesma ocasião também foi construída a Escola Estadual Almirante Toyoda. Na outra margem do rio Piracicaba, que passa a sul e leste da localidade, encontra-se a mata do Parque Estadual do Rio Doce (PERD). Ao mesmo tempo, a norte e oeste do bairro foi preservado um cinturão verde que separa o conjunto do núcleo industrial da Usiminas.
Posteriormente, tornou-se um bairro valorizado pelo setor imobiliário. Contudo, poucos prédios residenciais, além daqueles da Vila Operária original, chegaram a ser construídos no Cariru. Mediante esforços da população local, a verticalização no bairro foi proibida devido aos possíveis impactos ambientais no entorno. Essa proibição foi ressaltada em diferentes instâncias, como pela Câmara Municipal de Ipatinga em 2003, pelo Plano Diretor Municipal em 2014 e por duas decisões do Supremo Tribunal Federal (STF). Um Termo de Ajuste de Conduta (TAC) entre a prefeitura e o Ministério Público, que entrou em vigor em 2016, restringiu construções com mais de dois pavimentos.

## Descrição

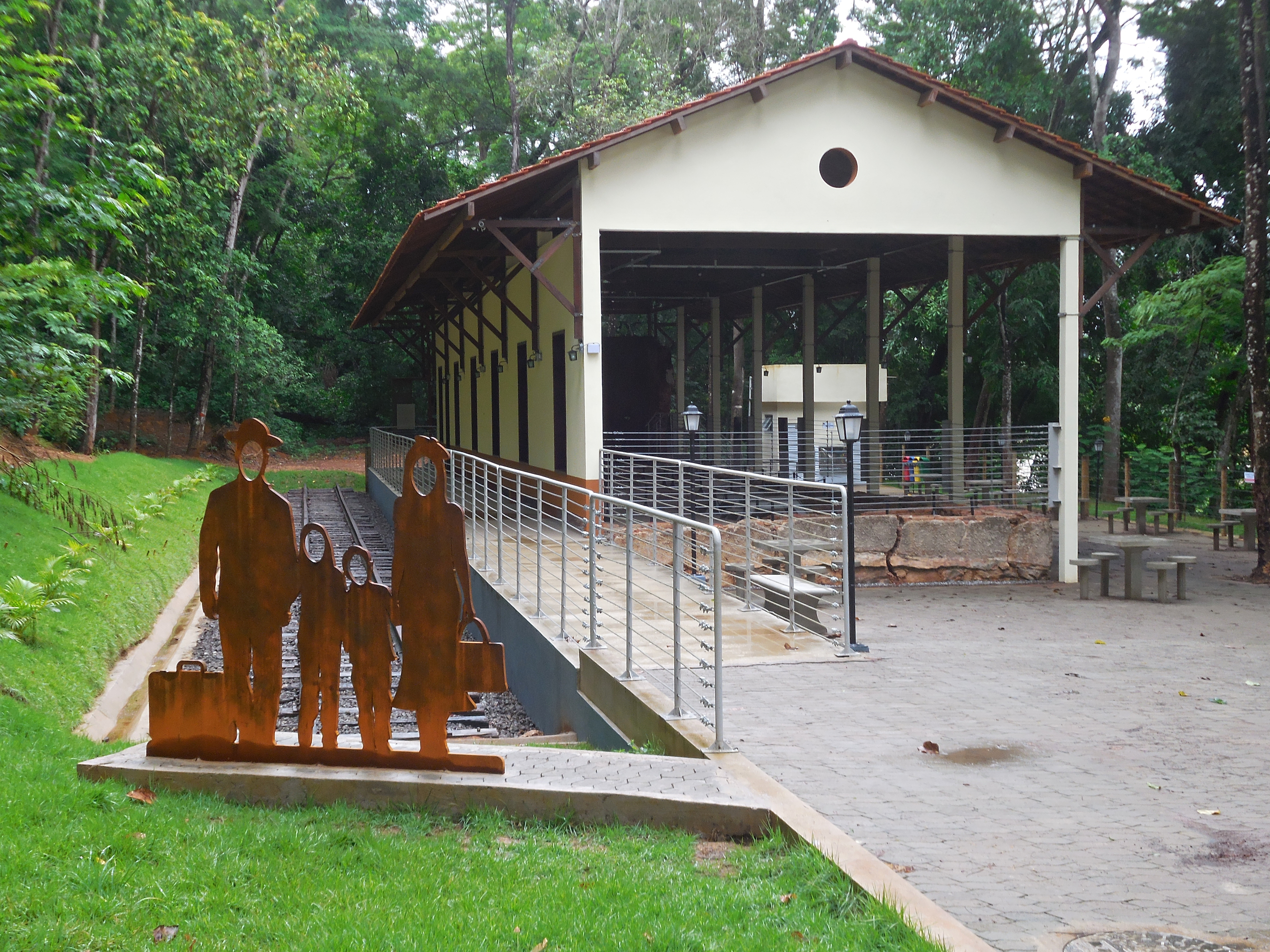
Estação Pedra Mole após restauro em 2019

As ruas e avenidas do Cariru possuem nomes de países, sendo as principais vias as avenidas Itália, que circula a localidade, e Japão, onde se encontra um movimento comercial mais intenso. Embora tenha sido planejado (e ainda seja) um bairro predominantemente residencial, há atrativos, estabelecimentos comerciais e equipamentos que atraem consumidores de outros bairros e mesmo de outras cidades da Região Metropolitana do Vale do Aço.
A atividade comercial abrange setores diversificados, sendo considerável a presença de estabelecimentos da área da saúde. No Cariru também estão localizadas algumas instituições de ensino, como o Colégio São Francisco Xavier, o Colégio Fibonacci e a Escola Estadual Almirante Toyoda. O Cariru Tênis Clube, por sua vez, é um dos principais clubes esportivos e recreativos de Ipatinga, além de ser usado para a realização de eventos. O bairro sedia a Paróquia Sagrado Coração de Jesus, que está subordinada à Diocese de Itabira-Fabriciano e possui comunidades em outros bairros.
São bens tombados como patrimônio cultural do município que se encontram no Cariru a Estação Pedra Mole, o Teatro Zélia Olguin (teatro do Colégio São Francisco Xavier) e a Árvore Ficus elastica na esquina da Avenida Japão com a Rua Nicarágua. Outros pontos de referência do bairro são as praças, como Natsuo Esaki (ao lado do Centro Comercial), Asteca (onde fica a Igreja Sagrado Coração de Jesus), da Igreja Presbiteriana, Edilar Anício Alves, Beatriz Araújo de Abreu e Alberto Maciel Soares.